# Jesus Bom Pastor em Montagnola (diaconia)
Jesus Bom Pastor em Montagnola (em latim, Iesu Boni Pastoris ad locum vulgo “Montagnola”) é uma diaconia instituída em 25 de maio de 1985, pelo Papa João Paulo II.

## Titulares protetores
- Jozef Tomko (1985-1996)
- James Francis Stafford (1998-2008)
- Velasio De Paolis, C.S. (2010-2017)
- Lazarus You Heung-sik (desde 2022)